# بيبا سافاج
بيبا سافاج (بالإنجليزية: Pippa Savage)‏ هي مجدفة أسترالية، ولدت في 15 مارس 1981 في موري في أستراليا.

## وصلات خارجية
- بيبا سافاج على موقع الاتحاد الدولي للتجديف (الإنجليزية)
- بيبا سافاج على موقع اللجنة الأولمبية الدولية (الإنجليزية)
- بيبا سافاج على موقع أوليمبيديا (الإنجليزية)
- بيبا سافاج على موقع اللجنة الأولمبية الأسترالية (الإنجليزية)